# Maniac Spider Trash
A Maniac Spider Trash egy 1992 és 1996 között létezett észak-karolinai glam metal együttes. Dalaik főleg a halálról szóltak, sokkal inkább mint azok a számok, melyeket a tagok az együttes feloszlása után más zenekaraikban készítettek. 1994-ben jelent meg a 6-számos Dumpster Mummies című mini-albumuk a Dead Hell Records kiadásában. A Murder Happy Fairytales nagylemezük anyagát 1995-ben szintén a Dead Hell Records számára vették fel, de végül nem került kiadásra. 1996-ban feloszlatták az együttest és később sem álltak össze újra, habár a horror punk utódzenekar Frankenstein Drag Queens From Planet 13 felállását kizárólag a még élő Maniac Spider Trash-tagok alkották, miután a basszusgitáros Michael Patrick 2001-ben meghalt. Wednesday 13 később a Murderdolls énekese lett, majd szólókarrierbe kezdett.

## Tagok
Eredeti felállás
- Wednesday 13 – ének
- Sicko Zero – dobok
- Abby Normal – gitár
- †Michael Patrick – basszusgitár

Egyéb tagok
Habár nem sokat lehet tudni arról, hogy pontosan mikor csatlakoztak és távoztak, de az alábbi tagok mind játszottak az együttesben bizonyos időszakokban.
- Kevin Fite
- Eddie Ford
- DJ Donnie

## Külső hivatkozások
- Maniac Spider Trash oldal a MySpace-en